# Horní Suchá (przystanek kolejowy)
Horní Suchá – przystanek kolejowy w Suchej Górnej (powiat Karwina), w kraju morawsko-śląskim, w Czechach. Przystanek znajduje się na wysokości 280 m n.p.m. i leży na linii kolejowej nr 321.
Został otwarty w 1963 r., wcześniej niedaleko obecnego przystanku (na tej samej linii kolejowej) funkcjonował przystanek o takiej samej nazwie. Przystanek posiada dwie krawędzie peronowe. W roku 2008 został wyremontowany - umożliwiono dostęp do obydwu peronów osobom poruszającym się na wózkach inwalidzkich (zbudowano również długi podjazd do peronów od ulicy Těrlické). Czynna poczekalnia i kasa biletowa na peronie dla pociągów w stronę Hawierzowa, na drugim przystanku murowana wiata.